# Océan (1868)
Det franske panserskib Océan lagde navn til Océan klassen på tre skibe. De efterfulgte Provence klassen og var lige som disse bygget af træ. Océan indgik i den franske flåde i 1870 og deltog i den fransk-tyske krig. Skibet blev sendt til Østersøen som en del af den eskadre, der forsøgte at blokere de tyske havne. Senere gjorde Océan tjeneste i både den nordlige eskadre og i den franske Middelhavsflåde før det udgik i 1894. Océan var det tredje af foreløbig seks skibe i den franske flåde med dette navn.

## Design og konstruktion
The Océan klassen var designet af Henri Dupuy de Lôme som forbedrede udgaver af Provence klassen. De var kasematskibe med et centralt batteri, hvor kanonerne var fordelt over to dæk. I modsætning til de samtidige britiske skibe af Audacious klassen var kanonerne på øverste dæk ikke placeret i kasematten men derimod i åbne barbetter. I Océan klassen anvendte den franske flåde for første gang vandtætte skotter, i form af tre jernskotter. På linje med tidens andre panserskibe var der en kraftig metalforstærket vædderstævn.
Skibet havde en længde på 86,2 m (nogle kilder siger 87,8) og en bredde på 17,5 m. Dybgangen var 9,1 m og deplacementet var 7.749 ton. Besætningen talte mellem 750 og 778 mand (Silverstone angiver 660 mand).

### Fremdrift
Océan havde et dampmaskineri med otte kedler, der kunne levere 3.780 HK. Skibet var bestilt til at kunne præstere 13 knob, men nåede 13,5 knob på sin prøvetur. Kulbeholdningen var på 650 tons, og det rakte til 3.000 sømil ved 10 knob. Océan var barkrigget og havde 2.000 m2 sejlareal.

### Bevæbning
Skibet var designet med fire 24 cm kanoner i barbetterne, plus fire 19,4 cm og fire 16,4 cm kanoner i kasematten. Erfaringerne med specielt 16 cm kanonerne viste imidlertid, at de havde for ringe effekt mod panser, så i stedet blev Océan inden afleveringen omarmeret med fire 27,4 cm kanoner i barbetterne og otte 24 cm kanoner i kasematten.

De svære 27,4 cm kanoner var kaliber 18 og kunne affyre panserbrydende granater med en vægt af 216 kg og med en mundingshastighed på 434 m/sekund. På klos hold var granaterne i stand til at gennembryde 360 mm smedejernspanser. Selve kanonen vejede 23,2 tons.
Kanonerne i kasematten var til granater med en diameter på 24 cm. Lige som de svære kanoner var de model 1870, men de var kaliber 19 og deres granater vejede 144 kg. Mundingshastigheden var oppe på 495 m/sekund og de var i stand til at gennembryde 366 mm smedejernspanser. Disse kanoner vejede 15,7 tons stykket.
Kanonerne i barbetterne havde begrænset skudfelt forud og agterud, mens ellers var skibets ildkraft koncentreret i bredsiderne.
Senere i karrieren fik skibet 12 styk 37 mm revolverkanoner fra Hotchkiss. De fem-løbede kanoner affyrede granater, der vejede 0,5 kg med en mundingshastighed på 610 m/sekund. Skudhastigheden var 30 skud i minuttet og rækkevidden var op til 3.200 meter. En anden senere tilføjelse bestod i fire styk 35,6 cm torpedoapparater.

### Panser
Skibene i Océan klassen havde langs hele vandlinjen et smedejernspanser med en tykkelse mellem 178 og 203 mm. Omkring kasematten var der et panser på 160 mm og barbetterne på det øverste dæk var beskyttet af 150 mm panser. Den øvrige upansrede skibsside var dækket af 15 mm tykke jernplader.

## Tjeneste
Océan blev køllagt i Brest i juli 1865 og søsat 15. oktober 1868. Skibet indledte sine prøvesejladser 3. december 1869, men hejste først kommando den 21. juli 1870, umiddelbart efter at den fransk-tyske krig var brudt ud den 19. samme måned. Océan indgik i den nordlige eskadre, der havde til opgave at blokere de preussiske havne i Østersøen. Denne tjeneste blev kort, for i september begyndte det at gå helt skævt i krigen til lands, så den 16. september blev eskadren beordret tilbage til Cherbourg
Efter krigen var skibet tilknyttet øvelseseskadren indtil 1875, hvor det blev overført til reserven. I 1879 hejste Océan kommando igen, denne gang i Middelhavseskadren. I 1884–85 gennemgik skibet et større eftersyn, og derefter blev det tilknyttet den nordlige eskadre. Omkring 1888 kom det tilbage til Middelhavet og gjorde tjeneste her til omkring 1891. Derefter lå Océan i reserve, og senere i 1891 blev det en del af artilleriskolen. Så fulgte en tid som skoleskib for skibslærlinge, og i 1894 blev Océan kasseret.

## Eksterne kilder
- Wikimedia Commons har flere filer relateret til Océan (1868)
- classe Océan Arkiveret 20. juli 2011 hos  Wayback Machine (fransk)